# Björkenäs, Karlskrona kommun
Björkenäs är en ort belägen utefter länsväg K 751 i Torhamns socken i Karlskrona kommun. Från 2015 avgränsar SCB här en småort.